# Unterlüttgenau
Unterlüttgenau ist eine Hofschaft von Wipperfürth im Oberbergischen Kreis im Regierungsbezirk Köln in Nordrhein-Westfalen (Deutschland).

## Lage und Beschreibung
Die Hofschaft liegt im Norden von Wipperfürth am südlichen Ufer des „Lüttgenauer Arms“ der Bevertalsperre. Nachbarorte sind Großhöhfeld, Hasenburg, Kirchenbüchel und Oberlüttgenau. Im Norden mündet der Schlengersiefen, im Osten der Lanner Siefen in die Bevertalsperre.
Politisch wird der Ort durch den Direktkandidaten des Wahlbezirks 17.2 (172) Egen im Rat der Stadt Wipperfürth vertreten.

## Geschichte
Nach 1450 wird ein gewisser „Heynemans in der Lutkennae“ in einer Liste der Wachszinspflichtigen des Kölner Apostelstifts genannt. Die Karte Topographia Ducatus Montani aus dem Jahre 1715 zeigt einen Hof und bezeichnet diesen mit „Litgenau“. Ab der amtlichen topografischen Karte (Preußische Neuaufnahme) der Jahre 1894 bis 1896 wird der heute gebräuchliche Name Unterlüttgenau verwendet.

## Busverbindungen
Über die im Nachbarort gelegene Bushaltestelle „Großhöfeld“ der Linie 337 (VRS/OVAG) ist eine Anbindung an den öffentlichen Personennahverkehr gegeben.

## Wanderwege
Die vom SGV ausgeschilderten Rundwanderwege A6 und A7 führen unmittelbar am Ort vorbei.